# Jorma Pilkevaara
Jorma Pilkevaara, né le 24 octobre 1945, à Helsinki, en Finlande et décédé le 12 juillet 2006, à Hamina, en Finlande, est un ancien joueur finlandais de basket-ball.